# Désiré-Magloire Bourneville
Désiré-Magloire Bourneville (Garencières, 20 de outubro de 1840 — Paris, 28 de maio de 1909) foi um neurologista e político francês.

## Biografia
Bourneville estudou medicina em Paris, onde trabalhou como médico interno nos hospitais da Salpêtrière, Bicêtre, Saint-Louis e Pitié. Durante a Guerra Franco-Prussiana, trabalhou como cirurgião e médico assistente. Entre 1879 e 1905 foi pediatra em Bicêtre. Em Paris, ele fundou uma escola diurna de instrução especial para crianças com deficiência mental.
No período da epidemia de cólera em Amiens no ano de 1866, ele ofereceu os seus serviços, e após o cerco ter passado, foi presenteado com um relógio de ouro como uma expressão de gratidão pela cidade. Durante a Comuna de Paris em 1871, quando os revolucionários queriam executar seus inimigos, Bourneville interveio e salvou a vida dos prisioneiros.
Bourneville foi eleito para a câmara municipal de Paris em 1876 e para o Parlamento da França em 1883, onde serviu como deputado até 1889. Em ambas as posições, defendeu reformas do sistema de saúde francês. Como político, liderou esforços para treinar enfermeiras profissionais laicas para substituir as religiosas que trabalhavam na maioria dos hospitais do país na época.
Em 1880, descreveu inicialmente um transtorno com múltiplos sintomas que viria a ser conhecido como "'síndrome de Bourneville", atualmente designada como esclerose tuberosa. Essa condição genética pode resultar em retardo mental, epilepsia, erupções cutâneas com desfiguramento e tumores benignos no cérebro, coração, rins e outros órgãos. A condição também foi estudada pelo dermatologista britânico, John James Pringle (1855-1922), tendo levado alguns textos históricos a referirem-se a ela como "doença de Bourneville-Pringle".
Bourneville publicou obras sobre os santos que afirmavam produzir milagres ou estigmas e aqueles que afirmavam estar possuídos, afirmando que estavam na verdade sofrendo de epilepsia ou histeria.
Bourneville era cético em relação a afirmações místicas e sobrenaturais. Entre 1882 e 1902, publicou uma série de volumes conhecida como La Bibliothèque Diabolique, onde ele reavalia casos históricos de possessão e feitiçaria a favor das explicações patológicas.

## Obras
- De la sclérose en plaques disséminées (1869)
- Études du thermométrie clinique dans l'hémorrhagie cérébrale (1872)
- Science et miracle: Louise Lateau, ou la stigmatisée belge (1878)
- Sclérose tubéreuse des circonvolution cérébrales: Idiotie et épilepsie hemiplégique. Archives de neurologie, Paris, 1880, 1:81-9l.
- Encéphalite ou sclérose tubéreuse des circonvolutions cérébrales. Archives de neurologie, Paris, 1881, 1: 390-412.[7]
- Iconographie photographique de la Salpêtrière. Service de M. Charcot. (com Paul-Marie-Léon Regnard 1850-1927). três volumes, Paris (1876-1880).
- Assistance, traitement et éducation des enfants idiots et dégénérés. Paris, 1895.
- Le Sabbat des Sorciers, com E. Teinturier (1882)